# Aulotrachichthys
Aulotrachichthys – rodzaj ryb z rodziny gardłoszowatych.

## Klasyfikacja
Gatunki zaliczane do tego rodzaju:
- Aulotrachichthys argyrophanus
- Aulotrachichthys atlanticus
- Aulotrachichthys heptalepis
- Aulotrachichthys latus
- Aulotrachichthys prosthemius
- Aulotrachichthys pulsator